# Kaštel Štafilić
Kaštel Štafilić naselje je u sastavu grada Kaštela i jedan je od sedam dalmatinskih Kaštela u nizu uz Kaštelanski zaljev. Nalazi se na samom kraju niza, prema Trogiru. 
Prema popisu stanovništva iz 2011. godine imao je 3042 stanovnika.
U blizini se nalazi jedan od većih hotela u Kaštelima, hotel Resnik, mjesto koje je ujedno i najveći turistički centar s pješčanim i kamenim plažama.

## Povijest
Na području Kaštel Štafilića nailazimo na tragove neandertalca u Mujinoj pećini. Svoj trag su ostavili i Iliri koji su sagradili gradine na području Bijaća. U predjelu Resnik nalazila se helenistička luka, na istom mjestu Rimljani su sagradili svoju luku i osnovali naselje rimskih veterana Sikuli. Nakon propasti Rimskog Carstva u polju su se naselili Hrvati, osnivaju svoja sela: Baba, Veliki i Mali Bijać. Hrvatski vladar, knez Trpimir na svom posjedu u Bijaćima izdaju darovnicu gdje se prvi put spominje ime Hrvat. Godine 1500. Stjepan Štafileo (Stefano Stafileo)  započeo je gradnju štafiličkog kaštela koji je dovršen 1508. godine. Nakon izgradnje samog kaštela, započela je i gradnja utvrđenoga naselja čija je namjena bila zaštita seljaka koji su dotad živjeli u srednjovjekovnom selu Bijaći. Predaja kaže da je Stjepan Štafileo doselio s otoka Krete u Trogir, gdje se oženio i postao ugledan građanin. U Kaštel Štafiliću su sagrađena još tri kaštela: Dragač, Quarko i Lodi.  Od njih, jedini sačuvani kaštel je kula Lodi (koju u Kaštelima češće zovu kula Nehaj). Izgrađena je (samo djelomično) 1548. godine zapadno od granice tadašnjeg Kaštel Štafilića. Gradnja su započeli braća Ivan i Ljudevit Lodi. Njihovom ranom smrću, kula je ostala nedovršena (sagrađena je samo do gornjih pragova prozora prvoga kata) jer nisu imali muških potomaka a njihovi nasljednici nisu bili zainteresirani za nastavak gradnje. Najzapadniji kašteli, Kaštel Dragač (izgrađen 1546. godine) i Kaštel Quarko (izgrađen u drugoj polovici 16. stoljeća) više ne postoje, vidljivi su samo njihovi temelji.  
Prvu povijest Kaštel Štafilića napisao je Janko Pera.

## Stanovništvo
| broj stanovnika | 644   | 655   | 657   | 717   | 820   | 890   | 1014  | 934   | 985   | 1129  | 1269  | 1398  | 1625  | 2014  | 2650  | 3042  | 2822  |
|                 | 1857. | 1869. | 1880. | 1890. | 1900. | 1910. | 1921. | 1931. | 1948. | 1953. | 1961. | 1971. | 1981. | 1991. | 2001. | 2011. | 2021. |

## Poznate osobe
- Pavao Melada, hrvatski svećenik, visoki crkveni dužnosnik i mariolog
- Ivan Anton Kumbat, general Mletačke Republike,